# Walther Maurmann
Walther Maurmann (* 16. August 1901 in Velbert; † unbekannt) war ein deutscher Manager.

## Werdegang
Maurmann studierte Nationalökonomie an den Universitäten Heidelberg, Berlin, München und Kiel und promovierte 1923 in Göttingen zum Dr. rer. pol. Von 1925 bis 1937 war er Leiter der Eisengießerei Iserlohn und dann bis Kriegsende Mitglied der Geschäftsführung der Gießerei-Industrie Berlin.
Ab 1946 übernahm er als Direktor die Leitung des Werkes der Georg Fischer AG in Singen. Daneben war er Vorsitzender des Wirtschaftsverbandes der Eisen- und Metallwarenindustrie in Baden und Vorstandsmitglied des Wirtschaftsverbandes der Gießerei-Industrie in Düsseldorf.

## Ehrungen
- 1952: Verdienstkreuz am Bande der Bundesrepublik Deutschland

## Schriften
- Entstehung und Entwicklung der Tempergussindustrie im Bezirke der bergisch-märkischen Kleinindustrie. - Diss., Göttingen 1923
- Aus der Wirtschaftsgeschichte der Gießerei-Industrie in Deutschland. 100 Jahre Verbandsarbeit. — Düsseldorf: Gießerei Verlag 1969